# 羅德曼灣
羅德曼灣（英語：Rodman Cove），是南極洲的海灣，位於南設得蘭群島的象島西岸，處於林賽角以南，由美國地理學家命名，現時由南極條約體系管理。